# شینیچی چان
شینیچی چان (ژاپنی: 新一 ちゃん؛ زادهٔ ۵ سپتامبر ۲۰۰۲) بازیکن فوتبال اهل ژاپن است.
از باشگاه‌هایی که در آن بازی کرده‌است می‌توان به باشگاه ورزشی کیتچی اشاره کرد.
وی همچنین در تیم‌های ملی فوتبال زیر ۲۳ سال هنگ کنگ، و هنگ کنگ بازی کرده‌است.